# Declaración de los Derechos del Hombre y del Ciudadano

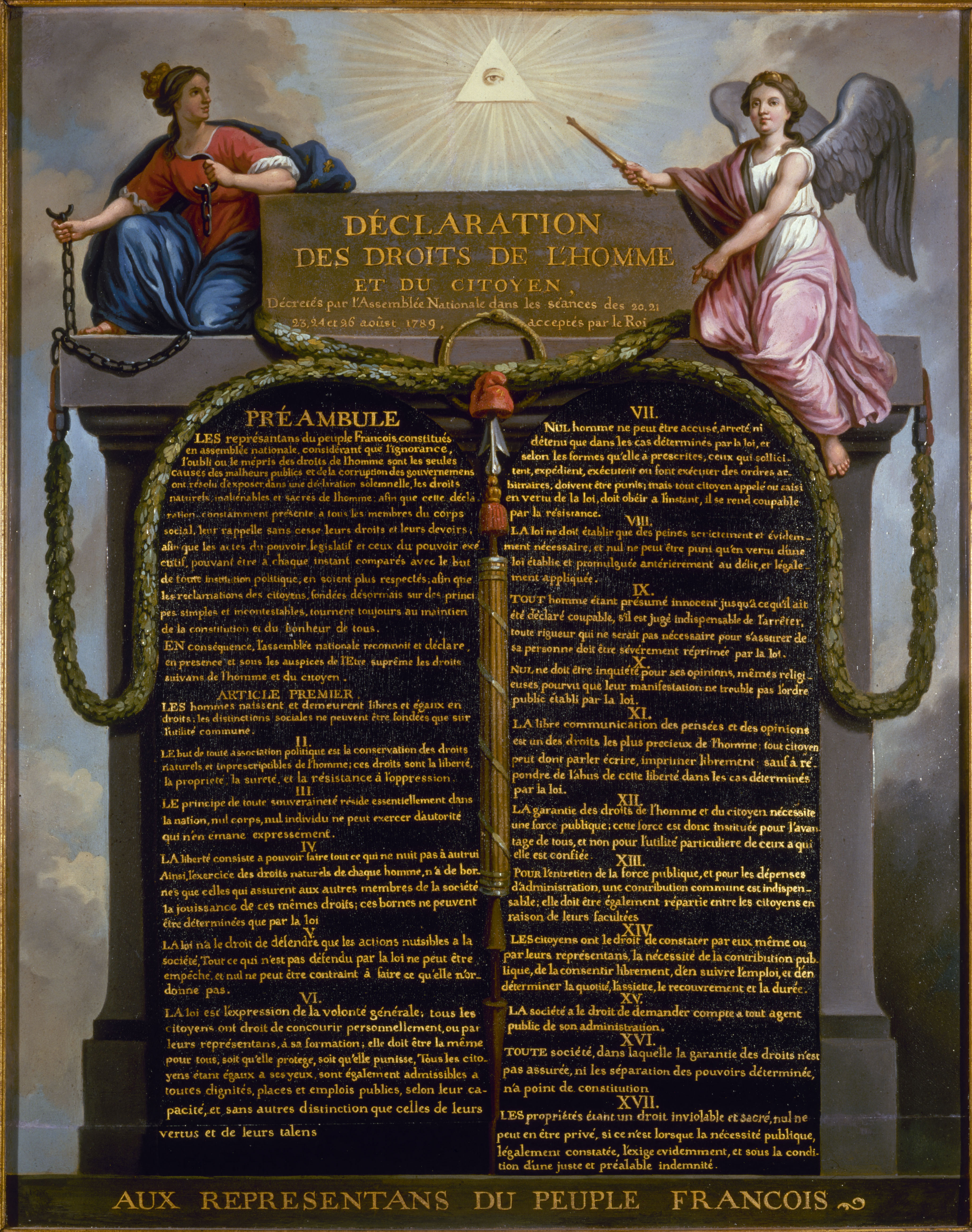
Representación de la Declaración de los Derechos del Hombre de 1789

La Declaración de los Derechos del Hombre y del Ciudadano de 1789, aprobada por la Asamblea Nacional Constituyente francesa el 26 de agosto de 1789, es uno de muchos de los documentos fundamentales de la Revolución francesa (1789 - 1799) en cuanto a definir los derechos personales y los de la comunidad, además de los universales. Influida por la doctrina de los derechos naturales, los derechos del hombre se entienden como universales. 
Aun cuando establece los derechos fundamentales de los ciudadanos, franceses y de todos los hombres sin excepción, no se refiere a la condición de las mujeres o la esclavitud, aunque esta última sería abolida por la Convención Nacional el 4 de febrero de 1794. Sin embargo es considerado un documento precursor de los derechos humanos a nivel nacional e internacional. No fue hasta que Olympe de Gouges, en 1791, proclamó la Declaración de los Derechos de la Mujer y la Ciudadana que las mujeres entraron en la historia de los derechos humanos.
La Declaración fue el prefacio a la Constitución de 1791. La primera traducción americana completa de sus 17 artículos al español es obra de Antonio Nariño, publicada en Bogotá, Nuevo Reino de Granada (hoy Colombia) en 1793.
Una segunda versión ampliada, conocida como Declaración de los Derechos del Hombre de 1793, fue aprobada posteriormente e incorporada a la Constitución francesa de 1793, ambas de muy breve aplicación. Seguida de la Declaración de los Derechos y Deberes del Hombre y del Ciudadano de 1795 en la Constitución de 1795 que establece el Directorio.
En el derecho constitucional francés, la Declaración de 1789 es parte de la Constitución francesa de 1946, que agrega los derechos sociales en su preámbulo, y de la Constitución francesa de 1958 que conserva el preámbulo de la Constitución de 1946.

## Inicio

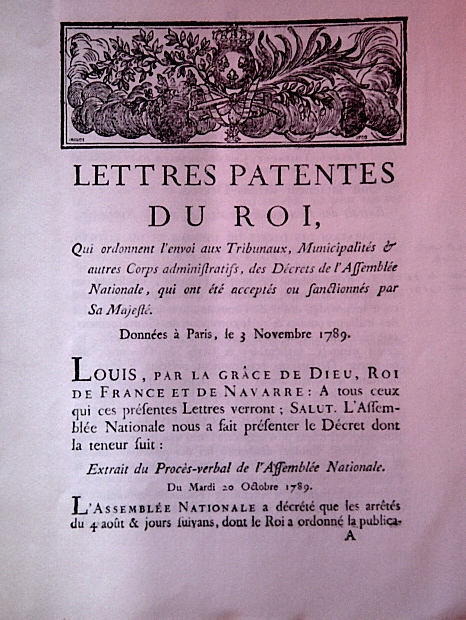
Patente real de Luis XVI de Francia, promulgando los textos aprobados por la Asamblea Nacional a partir del 4 de agosto de 1789, entre ellos la Declaración de los Derechos del Hombre y del Ciudadano.

Todo empezó cuando en el Juramento del Juego de Pelota el 20 de junio de 1789, los diputados franceses de la Asamblea Nacional se fijaron como misión principal la de dar por primera vez una Constitución a Francia, y crearon con este fin un comité que preparase el "orden de trabajo sobre la constitución del reino". El mismo día que la Asamblea adoptó el nombre de Asamblea Nacional Constituyente, el 9 de julio de 1789, Mounier presentó ante la Asamblea el informe del comité, en el que se recomendaba redactar un preámbulo que enumerase los derechos fundamentales que la Constitución debía respetar. Se llegaron a leer 21 proyectos de declaración, incluido uno de La Fayette, uno de Robespierre y otro de la ciudad de París. El 19 de agosto, la Asamblea acordó que la declaración sería debatida por los diputados a partir del proyecto de 24 artículos propuesto por el 6.º Bureau, que fue el proyecto más votado por delante del presentado por el Abad Sieyès. Los artículos fueron debatidos, redactados y votados uno por uno en los días siguientes (del 20 al 26 de agosto), modificándose sustancialmente el contenido de la declaración que quedó en 17 artículos. Se aprobó el último artículo, el 17 relativo al derecho a la propiedad, el 26 de agosto de 1789.
La Declaración fue promulgada por patente real el 3 de noviembre de 1789, junto con otros textos aprobados por la Asamblea Nacional desde el  de 1789. Aquella noche se había aprobado la abolición de los privilegios en los que se basaba la sociedad del Antiguo Régimen, poniendo fin al sistema feudal.

## Contenido
La declaración establece los principios de la sociedad que serán la base de la nueva legitimidad, acabando con los principios, las instituciones y las prácticas del Antiguo Régimen: "El principio de toda soberanía reside esencialmente en la nación". La Declaración de los Derechos del Hombre y del Ciudadano considera legítima la revuelta de los diputados en contra de la monarquía absoluta, al declarar como derecho imprescindible del hombre la "resistencia a la opresión".
La declaración tiene un alcance general y orientado hacia el futuro. Los Constituyentes enumeran lo que no son derechos creados por los revolucionarios, sino que son derechos constatados. Es la consecución de la filosofía del Siglo de las Luces. Los derechos naturales e imprescriptibles del hombre, que son anteriores a los poderes establecidos y son considerados como aplicables en cualquier lugar y cualquier época, se enumeran en el artículo 2. Son cuatro: la libertad, la propiedad, la seguridad y la resistencia a la opresión.
Muchos artículos son dedicados a la libertad:
- Artículo 1: "Los hombres nacen y permanecen libres e iguales en derechos";
- Los artículos 4 y 5 intentan definir y circunscribir la libertad. Es definida como "lo que no perjudica a nadie" y solo la ley le puede poner límites;
- Los artículos 7, 8 y 9 precisan las características de la libertad individual: presunción de inocencia e irretroactividad de la ley;
- Los artículos 10 y 11 se refieren a la libertad de opinión, de prensa y de conciencia.

El principio de igualdad es establecido en el artículo primero, la igualdad ante la Hacienda Pública en el artículo 13 (en respuesta a la reivindicación más repetida en los Cuadernos de quejas), y la igualdad frente a la ley en el artículo 6 (igualdad para acceder a los cargos públicos solo con base en las capacidades individuales).
La propiedad es un derecho inviolable y sagrado (artículo 17). Según este artículo "Nadie puede ser privado de ella, excepto cuando la necesidad pública, legalmente constatada, lo exige con evidencia y con la condición de una indemnización previa y justa."
Los artículos que definen al ciudadano dentro de la organización del sistema político son menos precisos y son condicionados por el recelo hacia el Antiguo Régimen. El artículo 6 afirma que la ley es la expresión de la voluntad general, la expresión de la soberanía y la fuente de los poderes públicos. Según el artículo 15, los agentes públicos son responsables de su gestión y la sociedad tiene el derecho de pedirles que rindan cuenta de ella. No se mencionan sin embargo los derechos sociales, que proceden de una definición distinta de la palabra "derecho": la Declaración determina la legitimidad de los actos, mientras que los derechos sociales definen garantías materiales.
El artículo 16 es el precepto en el cual están consagrados los fundamentos de todo Estado que se jacte de tener Constitución; el artículo en comento señala que un Estado que no garantice los derechos humanos y no establezca la separación de poderes, carece de Constitución.
Los miembros de la Asamblea Constituyente manejaban ideas generales y conceptos teóricos, pero no definieron las condiciones concretas en las que se debía de establecer el gobierno del pueblo, dado que se trataba de un preámbulo a una Constitución. Plantearon principios trascendentales cuya aplicación concreta quedó definida en la propia Constitución. Este texto servirá de base a todos los regímenes que se inscriben dentro de una tradición republicana. 
La Declaración de 1789 ha inspirado un gran número de textos similares en Europa y América Latina. La tradición heredada de la Revolución francesa está también presente en la Convención Europea de los Derechos Humanos, firmada en Roma el 4 de noviembre de 1950.

## Artículos
Los artículos de la Declaración Francesa de los Derechos del Hombre y del Ciudadano son los siguientes:

1. Los hombres nacen y permanecen libres e iguales en derechos. Las distinciones sociales solo pueden basarse en la utilidad común.

2. La finalidad de toda asociación política es la conservación de los derechos naturales e imprescriptibles del hombre. Esos derechos son la libertad, la propiedad, la seguridad y la resistencia a la opresión.
3. La fuente de toda soberanía reside esencialmente en la nación; ningún individuo, ni ninguna corporación pueden ser revestidos de autoridad alguna que no emane directamente de ella.
4. La libertad consiste en poder hacer todo aquello que no cause perjuicio a los demás. El ejercicio de los derechos naturales de cada hombre, no tiene otros límites que los que garantizan a los demás miembros de la sociedad el disfrute de los mismos derechos. Estos límites solo pueden ser determinados por la ley.
5. La ley solo puede prohibir las acciones que son perjudiciales a la sociedad. Lo que no está prohibido por la ley no puede ser impedido. Nadie puede verse obligado a aquello que la ley no ordena.
6. La ley es expresión de la voluntad de la comunidad. Todos los ciudadanos tienen derecho a colaborar en su formación, sea personalmente, sea por medio de sus representantes. Debe ser igual para todos, sea para proteger o para castigar. Siendo todos los ciudadanos iguales ante ella, todos son igualmente elegibles para todos los honores, colocaciones y empleos, conforme a sus distintas capacidades, sin ninguna otra distinción que la creada por sus virtudes y conocimientos.
7. Ningún hombre puede ser acusado, arrestado y mantenido en confinamiento, excepto en los casos determinados por la ley, y de acuerdo con las formas por esta prescritas. Todo aquel que promueva, solicite, ejecute o haga que sean ejecutadas órdenes arbitrarias, debe ser castigado, y todo ciudadano requerido o aprendido por virtud de la ley debe obedecer inmediatamente, y se hace culpable si ofrece resistencia.
8. La ley no debe imponer otras penas que aquellas que son estrictas y evidentemente necesarias; y nadie puede ser castigado sino en virtud de una ley promulgada con anterioridad a la ofensa y legalmente aplicada. 
9. Todo hombre es considerado inocente hasta que ha sido declarado convicto. Si se estima que su arresto es indispensable, cualquier rigor mayor del indispensable para asegurar su persona ha de ser severamente reprimido por la ley.
10. Ningún hombre debe ser molestado por razón de sus opiniones, ni aún por sus ideas religiosas, siempre que al manifestarlas no se causen trastornos del orden público establecido por la ley.
11. Puesto que la libre comunicación de los pensamientos y opiniones es uno de los más valiosos derechos del hombre, todo ciudadano puede hablar, escribir y publicar libremente, excepto cuando tenga que responder del abuso de esta libertad en los casos determinados por la ley.
12. Siendo necesaria una fuerza pública para garantizar los derechos del hombre y del ciudadano, se constituirá esta fuerza en beneficio de la comunidad, y no para el provecho particular de las personas a las que ha sido confiada.
13. Siendo necesaria, para sostener la fuerza pública y subvenir a los gastos de administración, una contribución común, esta debe ser distribuida equitativamente entre los ciudadanos, de acuerdo con sus facultades. 
14. Todo ciudadano tiene derecho, ya por sí mismo o por su representante, a constatar la necesidad de la contribución pública, a consentirla libremente, a comprobar su adjudicación y a determinar su cuantía, su modo de amillaramiento, su recaudación y su duración.
15. La sociedad tiene derecho a pedir a todos sus agentes cuentas de su administración.
16. Una sociedad en la que la garantía de los derechos no está asegurada, ni la separación de poderes determinada, no tiene constitución.
17. Siendo inviolable y sagrado el derecho de propiedad, nadie podrá ser privado de él, excepto cuando la necesidad pública, legalmente comprobada, lo exige de manera evidente, y a la condición de una indemnización previa y justa.

## Efectos en el derecho constitucional francés
De acuerdo al preámbulo de la Constitución de la Quinta República de Francia (adoptada el 4 de octubre de 1958, y actual constitución), se establece que:
- Las legislaciones de impuestos o prácticas que parezcan hacer alguna innecesaria diferencia entre ciudadanos son desechadas como anticonstitucionales.
- Las propuestas de clara discriminación con bases étnicas son descartadas porque infringen el principio de igualdad, ya que deberían estar en igualdad.

## Memoria del Mundo
Desde 2003, el conjunto de los textos y documentos referentes a la proclamación de la Declaración de los Derechos del Hombre y del Ciudadano ha sido seleccionado por la UNESCO para integrar la lista del registro de la Memoria del Mundo. Este registro recopila el patrimonio documental de interés universal, con el propósito de asegurar su preservación.

## Derechos de las Mujeres
La Declaración reconoció muchos derechos como pertenecientes a ciudadanos (que solo podían ser hombres). Esto a pesar del hecho de que después de la Marcha sobre Versalles el 5 de octubre de 1789, las mujeres presentaron la Petición de la Mujer a la Asamblea Nacional en la que propusieron un decreto que otorga a las mujeres los mismos derechos. En 1790, Nicolas de Condorcet y Etta Palm d'Aelders pidieron sin éxito a la Asamblea Nacional que extendiera los derechos civiles y políticos a las mujeres. Condorcet declaró que "el que vota en contra del derecho de otro, cualquiera que sea la religión, el color o el sexo de ese otro, ha abjurado del suyo". La Revolución Francesa no condujo a un reconocimiento de los derechos de las mujeres y esto llevó a Olympe de Gouges a publicar la Declaración de los Derechos de la Mujer y la Ciudadana en septiembre de 1791.
La Declaración de los Derechos de la Mujer y la Ciudadana se basa en la Declaración de los Derechos del Hombre y del Ciudadano y es irónica en su formulación y expone el fracaso de la Revolución Francesa , que se había dedicado a la igualdad . Se afirma que:
Esta revolución solo tendrá efecto cuando todas las mujeres se den cuenta de su deplorable condición y de los derechos que han perdido en la sociedad.
La Declaración de los Derechos de la Mujer y la Ciudadana sigue los diecisiete artículos de la Declaración de los Derechos del Hombre y del Ciudadano punto por punto y ha sido descrita por Camille Naish como "casi una parodia ... del documento original" . El primer artículo de la Declaración de los Derechos del Hombre y del Ciudadano proclama que "los hombres nacen y permanecen libres e iguales en derechos. Las distinciones sociales pueden basarse solo en la utilidad común". El primer artículo de la Declaración de los Derechos de la Mujer y la Ciudadana respondió: "La mujer nace libre y sigue siendo igual al hombre en derechos. Las distinciones sociales solo pueden basarse en la utilidad común".
De Gouges también llama la atención sobre el hecho de que, según la ley francesa, las mujeres eran totalmente castigables, pero se les negaba la igualdad de derechos, declarando que "las mujeres tienen derecho a montar el andamio, también deben tener el derecho de montar la tribuna del orador".

## Esclavitud
La declaración no revocó la institución de la esclavitud, como lo presionaron Les Amis des Noirs de Jacques-Pierre Brissot y lo defendió el grupo de plantadores coloniales llamado Club Massiac porque se encontraron en el Hôtel Massiac.  A pesar de la falta de mención explícita de la esclavitud en la Declaración, los levantamientos de esclavos en Saint-Domingue en la Revolución haitiana se inspiraron en ella, como se discutió en la historia de CLR James de la Revolución haitiana, The Black Jacobins .
Las condiciones deplorables para los miles de esclavos en Saint-Domingue, la colonia de esclavos más rentable del mundo, llevaron a los levantamientos que se conocerían como la primera revuelta de esclavos exitosa en el Nuevo Mundo. Las personas libres de color fueron parte de la primera ola de revueltas, pero luego los antiguos esclavos tomaron el control. En 1794, la Convención dominada por los jacobinos abolió la esclavitud, incluso en las colonias de Saint-Domingue y Guadalupe. Sin embargo, Napoleón lo restableció en 1802 e intentó recuperar el control de Saint-Domingue enviando miles de tropas. Después de sufrir las pérdidas de dos tercios de los hombres, muchos por fiebre amarilla, los franceses se retiraron de Saint-Domingue en 1803. Napoleón renunció a América del Norte y aceptó la Compra de Luisiana por los Estados Unidos En 1804, los líderes de Saint-Domingue lo declararon como un estado independiente, la República de Haití , la segunda república del Nuevo Mundo.